# Didier Bénureau
Didier Bénureau (Courbevoie, 28 ottobre 1956) attore e comico francese, conosciuto, tra l'altro, per il ruolo dello psichiatra Dottor Beauvin nel film I visitatori e nel suo sequel I visitatori 2 - Ritorno al passato.

## Filmografia parziale
- Papy fait de la résistance, regia di Jean-Marie Poiré (1983)
- Troppo bella per te! (Trop belle pour toi), regia di Bertrand Blier (1989)
- Merci la vie - Grazie alla vita (Merci la vie), regia di Bertrand Blier (1991)
- Marcellino pane e vino, regia di Luigi Comencini (1991)
- I visitatori (Les Visiteurs), regia di Jean-Marie Poiré (1993)
- L'immagine del desiderio (La femme de chambre du Titanic), regia di Bigas Luna (1997)
- Les soeurs Soleil, regia di Jeannot Szwarc (1997)
- I visitatori 2 - Ritorno al passato (Les Couloirs du temps: Les Visiteurs 2), regia di Jean-Marie Poiré (1998)
- Serial Lover, regia di James Huth (1998)
- Maléfique, regia di Éric Valette (2002)
- Il fiore del male (La fleur du mal), regia di Claude Chabrol (2003)
- L'innocenza del peccato (La fille coupée en deux), regia di Claude Chabrol (2007)
- Bienvenue parmi nous, regia di Jean Becker (2012)